# Phát triển kinh doanh

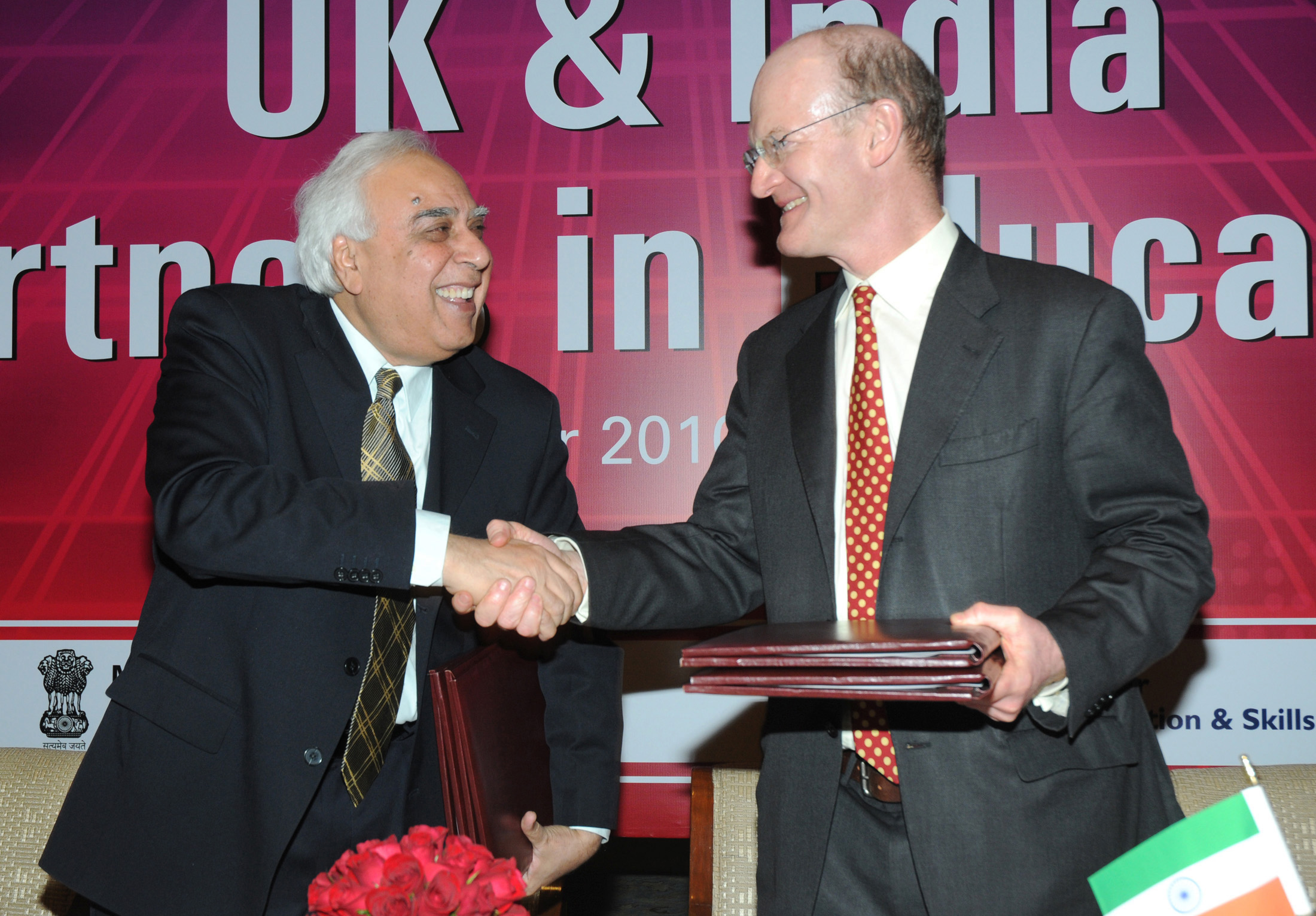
Một buổi hợp tác phát triển kinh doanh ở Ấn Độ

Phát triển kinh doanh (Business development) là việc tạo ra giá trị lâu dài cho một tổ chức từ khách hàng, thị trường và các mối quan hệ giữa các cá nhân, khách hàng. Đây là tập hợp con của các lĩnh vực kinh doanh, thương mại và lý thuyết tổ chức. Phát triển kinh doanh có thể được hiểu là bất kỳ hoạt động nào của một tổ chức nhỏ hoặc lớn, doanh nghiệp phi lợi nhuận hoặc vì lợi nhuận phục vụ mục đích phát triển doanh nghiệp theo một cách nào đó. Phát triển kinh doanh được coi là một chiến thuật tiếp thị. Các mục tiêu hướng tới bao gồm xây dựng thương hiệu, mở rộng thị trường, thu hút người dùng mới và đổi mới nhận thức nhưng chức năng chính của phát triển kinh doanh là tận dụng các đối tác để bán hàng cho đúng khách hàng và tạo cơ hội để giá trị doanh nghiệp được duy trì lâu dài. Để thành công trong phát triển kinh doanh, quan hệ đối tác phải được xây dựng trên các mối quan hệ bền chặt.
Ngoài ra, hoạt động phát triển kinh doanh có thể được thực hiện nội bộ hoặc bên ngoài từ một nhà tư vấn phát triển kinh doanh. Phát triển kinh doanh bên ngoài có thể được tạo điều kiện thông qua Hệ thống lập kế hoạch, được chính phủ áp dụng để giúp đỡ các doanh nghiệp nhỏ và vừa. Đồng thời, việc xây dựng danh tiếng cũng đã được chứng minh là giúp tạo điều kiện phát triển kinh doanh. Phát triển kinh doanh đòi hỏi các nhiệm vụ và quy trình để phát triển và thực hiện các cơ hội tăng trưởng trong và giữa các tổ chức. Điều này có nghĩa là tận dụng khách hàng, thực hiện quan hệ đối tác chiến lược, sử dụng thị trường và xây dựng danh tiếng của công ty. Phát triển đối tác (Partner development) là cách tiếp cận lấy khách hàng làm trung tâm để phát triển kinh doanh, được đức rút ra từ lý thuyết khuôn khổ phát triển khách hàng do Steve Blank phổ biến. Quan hệ đối tác chiến lược là bất kỳ mối quan hệ nào với các tổ chức khác có thể giúp phát triển cơ sở khách hàng, tập trung vào một khách hàng lý tưởng, chuyển sang thị trường mới hoặc giúp doanh nghiệp phát triển những thế mạnh mới mẻ.

## Dẫn luận

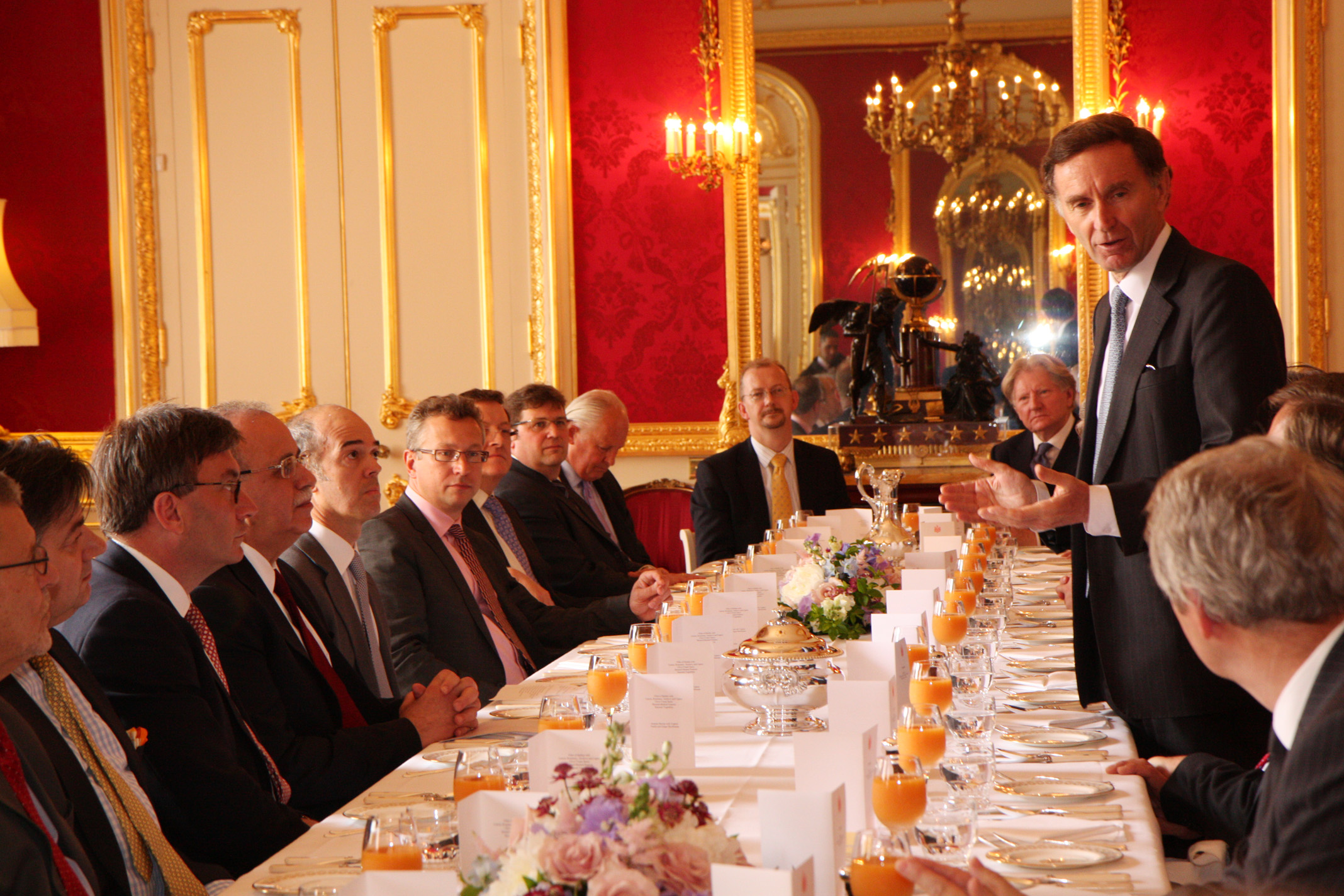
Một buổi lễ hợp tác kinh doanh được tổ chức trang trọng xa xỉ

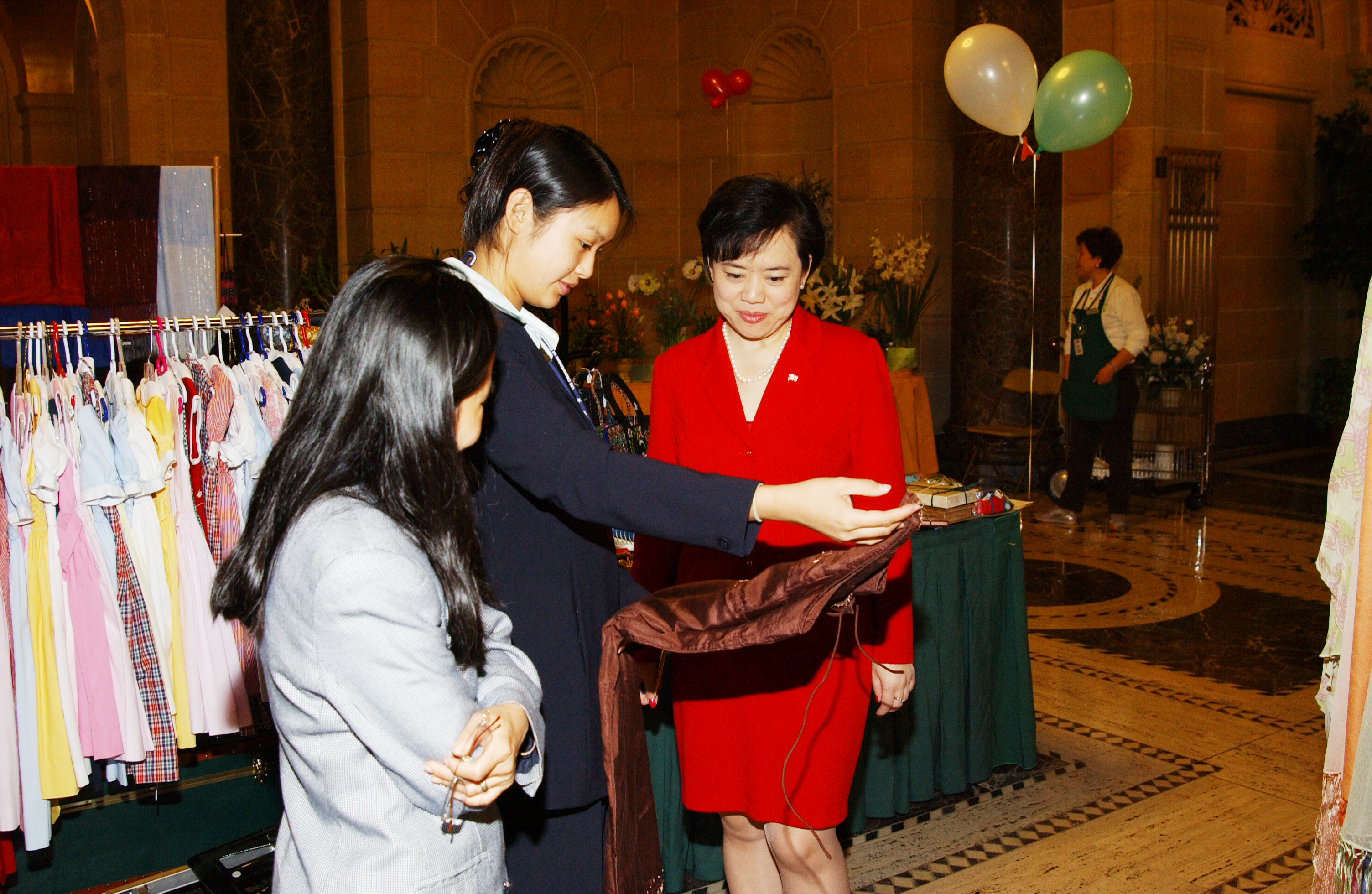
Phát triển kinh doanh kết hợp chiến lược tiếp thị

Trong các nghiên cứu học thuật hạn chế về chủ đề này, phát triển kinh doanh được khái niệm hóa hoặc liên quan đến các dự án riêng biệt, các phương thức tăng trưởng cụ thể và các đơn vị tổ chức, hoạt động và thực tiễn. Sorensen đã tích hợp những quan điểm khác nhau này với những hiểu biết sâu sắc từ Giám đốc điều hành, nhà phát triển kinh doanh cấp cao và nhà đầu tư mạo hiểm từ các công ty công nghệ cao thành công trên toàn thế giới và phát biểu rằng: Phát triển kinh doanh được định nghĩa là các nhiệm vụ và quy trình liên quan đến việc chuẩn bị phân tích các cơ hội tăng trưởng tiềm năng cũng như hỗ trợ và giám sát việc thực hiện các cơ hội tăng trưởng, nhưng không bao gồm các quyết định về chiến lược và việc thực hiện các cơ hội tăng trưởng. Trong thực tế, thuật ngữ phát triển kinh doanh và tác nhân của nó, nhà phát triển kinh doanh, đã phát triển thành nhiều cách sử dụng và ứng dụng.
Ngày nay, các ứng dụng của nhiệm vụ phát triển kinh doanh và nhà phát triển kinh doanh hoặc nhà tiếp thị trong các ngành và tầm quốc gia, bao gồm mọi thứ từ lập trình viên công nghệ thông tin, kỹ sư chuyên ngành, hoạt động tiếp thị nâng cao hoặc quản lý tài khoản thứ nhất, và phát triển mối quan hệ và bán hàng cho khách hàng hiện tại và khách hàng tiềm năng, bởi lý do này, rất khó để phân biệt các đặc điểm độc đáo của chức năng phát triển kinh doanh và liệu các hoạt động này có phải là nguồn lợi nhuận hay không. Nghiên cứu có hệ thống gần đây về chủ đề phát triển kinh doanh đã chỉ ra rằng các đường nét của một chức năng mà phát triển kinh doanh mới nổi có vai trò duy nhất trong quy trình quản lý đổi mới. Chức năng phát triển kinh doanh dường như đã hoàn thiện hơn trong các ngành công nghệ cao, và đặc biệt là các ngành dược phẩm và công nghệ sinh học.
Phát triển chiến lược kinh doanh dựa trên các ý tưởng khả thi và mục tiêu được doanh nghiệp định hướng nhằm mang đến lợi nhuận cho doanh nghiệp. Phát triển kinh doanh là một trong những công việc liên quan đến marketing tại doanh nghiệp, nhiệm vụ chính của các nhân viên phát triển kinh doanh chính là phát triển chiến lược kinh doanh, công việc chính của các nhân viên tại vị trí này là tạo mối quan hệ dài hạn giữa các đối tác khách hàng. Các nhân viên đảm nhận công việc này chính là những người xây dựng và đưa ra chiến lược lâu dài như phát triển các mối quan hệ nằm trong định hướng của doanh nghiệp. Trong khi chuyên gia kinh doanh sẽ tìm cách thu hút các thị trường mục tiêu thì nhóm tiếp thị sẽ điều chỉnh các kỹ năng tiếp thị và ngân sách tiếp thị để tạo ra tài liệu điều đó cho phép sự hấp dẫn mục tiêu đó xảy ra, tạo ra mối quan hệ hợp tác bổ sung và các mối quan hệ lâu dài. Các chuyên gia có thể phát triển kế hoạch, trong khi nhóm tiếp thị tạo nội dung tiếp thị. Vị trí nhân viên phát triển kinh doanh (Business development manager) trong các doanh nghiệp thường được coi trọng và được trả một mức lương tương đối cao. Nhân viên đảm nhận vị trí này có nhiệm vụ thuyết phục khách hàng tìm hiểu, mua và dùng thử sản phẩm do doanh nghiệp cung cấp, bằng cách đưa ra các tư vấn và kỹ năng tốt nhất dành cho khách hàng.